# Karō
Karō (japanisch 家老), wörtlich etwa „Hausältester“, war der höchste Rang unter den Samurai bzw. im Schwertadel in der Verwaltung eines Han und im Beraterstab des Daimyō. Die europäische Entsprechung ist ein Vogt.

## Überblick
Der Posten entstand bereits mit dem Aufkommen des Kriegeradels in der Kamakura-Zeit. Bis zur Muromachi-Zeit waren allerdings andere Bezeichnungen wie Toshiyori bzw. Otona (年寄), Shukurō (宿老), Shitusji (執政), Shissei (執事) oder Bugyō (奉行) üblich. In manchen Han blieben diese Begriffe auch in der Edo-Zeit in Gebrauch.
Während der Edo-Zeit waren die Daimyō durch das Sankin-Kōtai-System dazu gezwungen, jährlich zwischen Edo und ihrem Heimatlehen zu wechseln. Daher hatten viele Daimyō mindestens zwei Karō in ihren Diensten: einen Jōdai Karō (城代家老), wörtlich „Burgvogt“, für die Verwaltung der Burg und der Ländereien, und einen Oku-Karō (奥家老) oder Edo Karō (江戸家老) für die Residenz in Edo und die Beziehungen zum Shogunat. Bei Daimyō, die keine Burg besaßen, wurde der Posten des Lehensverwalters auch als Kunigarō (国家老) bezeichnet.
In die Nebenlinien der Shogunatsfamilie, insbesondere die Gosanke, wurden zur Kontrolle und Aufsicht vom Shogunat bestellte Otsukegarō (御附家老; oft auch ohne o-Honorativpräfix) entsendet. Bei den Owari-Tokugawa stammten diese aus den Hiraiwa- und Naruse-Familien, bei den Kii-Tokugawa aus den Andō- und Mizuno-Familien und bei den Mito-Tokugawa aus der Nakayama-Familie.
Die Verwalter im Shogunat selbst, und der Ländereien des Shogunats, wurden als Rōjū bezeichnet.

## Bekannte Karō
- Ōishi Yoshio (auch bekannt als Ōishi Kuranosuke), Anführer der 47 Rōnin
- Zusho Hirosato, Reformer in Satsuma
- Yamakawa Hiroshi und Saigo Tanomo aus Aizu, Militärführer im Boshin-Krieg
- Naoe Kanetsugu, General unter Uesugi Kenshin und Hauptfigur im NHK-Drama Tenchijin
- Komatsu Tatewaki aus Satsuma, Politiker der Bakumatsu- und Meijizeit
- Iida Kakubei, ein Vorfahr von Inoue Kowashi